# Ланграйн фіджійський
Ланграйн фіджійський (Artamus mentalis) — вид горобцеподібних птахів родини ланграйнових (Artamidae).

## Поширення
Ендемік Фіджі. Поширений на островах Віті-Леву, Вануа-Леву і Тавеуні. Він відсутній на четвертому за величиною острові Кадаву, але присутній на сусідньому дрібному острові Нгау в архіпелазі Ломаївіті та островах Ясава. Живе у відкритих тропічних лісах та степових ділянках з наявністю дерев.

## Опис
Дрібний птах, завдовжки до 19 см, вагою 33-48 г. Це птах з міцною зовнішністю, з сплющеною головою, коротким конічним дзьобом, довгими загостреними крилами з дуже широкою основою і коротким квадратним хвостом, а також досить короткими ногами. Голова, спина, крила і хвіст чорні, а груди, живіт, нижня частина хвоста та крил білі.

## Спосіб життя
Живе на деревах. Тримається невеликими зграями. Живиться комахами, переважно летючими. Репродуктивний період триває з серпня по листопад. Утворює моногамні пари, але інколи спостерігається полігінандрія, коли декілька птахів поглядають за гніздом або потомством, хоча невідомо чи це виводок однієї пари, чи від декількох самиць. Чашоподібне гніздо будує на деревах. У кладці 2-5 білуватиї яєць. Інкубація триває два з половиною тижні. Через півтори місяці пташенята стають самостійними.